# Championnat du monde masculin de handball 1938
Navigation
Suède 1954
Le 1er championnat du monde masculin de handball a eu lieu les 5 et 6 février 1938 dans le Reich allemand. Organisé par la Fédération internationale de handball amateur (IAHF), prédécesseur de la Fédération internationale de handball (IHF), la compétition est disputée sous la forme d'un tournoi toutes rondes en 2 mi-temps de 10 minutes dans une salle de 50x25m. Vainqueurs de ses trois matches, l'Allemagne remporte la compétition devant l'Autriche, battue de justesse 5 à 4, et la Suède qui a battu le Danemark 2 à 1.
En octobre, l'Allemagne nazie organisera aussi un Championnat du monde de handball à onze, pratiqué en extérieur sur un terrain dont les dimensions s'apparentaient à celle d'une aire de football, qui sera également remporté par les Allemands. Quant à la deuxième édition de cette version en salle à 7 joueurs, elle n'aura lieu qu'en 1954 en Suède.

## Classement final
|   | Équipe         | Pts | J | G | N | P | Bp | Bc | Diff |
| - | -------------- | --- | - | - | - | - | -- | -- | ---- |
| 1 | Reich allemand | 6   | 3 | 3 | 0 | 0 | 23 | 9  | 14   |
| 2 | Autriche       | 4   | 3 | 2 | 0 | 1 | 16 | 11 | 5    |
| 3 | Suède          | 2   | 3 | 1 | 0 | 2 | 8  | 13 | -5   |
| 4 | Danemark       | 0   | 3 | 0 | 0 | 3 | 6  | 20 | -14  |

Tous les matches sont joués à Berlin. Le score à la mi-temps est entre parenthèses.
| Date           | Équipe 1       | Score        | Équipe 2 |
| -------------- | -------------- | ------------ | -------- |
| 5 février 1938 | Reich allemand | 11 - 3 (4-3) | Danemark |
| 5 février 1938 | Suède          | 4 - 5 (2-2)  | Autriche |
| 5 février 1938 | Danemark       | 1 - 2 (1-1)  | Suède    |
| 6 février 1938 | Reich allemand | 5 - 4 (4-2)  | Autriche |
| 6 février 1938 | Autriche       | 7 - 2 (3-1)  | Danemark |
| 6 février 1938 | Reich allemand | 7 - 2 (3-1)  | Suède    |

## Meilleurs buteurs
| Rang | Joueur         | Équipe         | Buts |
| ---- | -------------- | -------------- | ---- |
| 1    | Yngve Lamberg  | Suède          | 6    |
| 1    | Hans Theilig   | Reich allemand | 6    |
| 3    | Hans Obermark  | Reich allemand | 5    |
| 3    | Günter Ortmann | Reich allemand | 5    |